# Porto Rosita
O Porto Rosita é uma pequena baía situada a uma milha (1,6 km) ao norte da Baía de Camp no lado oeste da Baía das Ilhas, Geórgia do Sul. Os nomes Porto Rosita e Porto Allardyce foram dados a esta baía no período de 1905-12, e ambos tem desde então aparecidos em mapas para esta característica. Seguindo um levantamento da Geórgia do Sul em 1951-52, o South Georgia Survey (Serviço da Geórgia do Sul) relatou que a característica é conhecida localmente  como Porto Rosita, e este nome está aprovado nesta base. O nome Allardyce foi rejeitado ao ser aplicado a esta característica; a principal cordilheira de montanhas na Geórgia do Sul já recebeu o nome de William L. Allardyce. O Porto Rosita recebeu o nome da Companhia Rosita, que começou a operar em 1905, cujo navio ancorou nesta baía.
Entre 1909 e 1923 esteve em vigor uma licença para uma estação baleeira, mas não chegou a ser construído edifício algum. Em vez disso, os proprietários operaram a partir do Porto Leith.